# Шендорф (Тюрингія)
Шендорф (нім. Schöndorf) — громада в Німеччині, розташована в землі Тюрингія. Входить до складу району Заале-Орла. Складова частина об'єднання громад Раніс-Цигенрюк.
Площа — 10,11 км2. Населення становить 258 ос. (станом на 31 грудня 2021).